# Deák Téri Evangélikus Gimnázium
A Deák Téri Evangélikus Gimnázium (röviden DEG) egy nagy hírnevű és magas színvonalú budapesti nyolcosztályos gimnázium. Igazgatója Gadóné Kézdy Edit.
Címe: Budapest V. kerület, 1051, Sütő utca 1.

## Története
Az iskola leánygimnázium volt, míg 1952-ben be nem zárták, és államosították. 1992-ben indult újra Schulek Mátyás vezetésével, ekkor a Deák Ferenc téri épületet is visszakapta az intézmény.

### Az alapítás évei
A pesti evangélikus gyülekezet 1787-ben alakult. A város belterületén helyiséget béreltek istentisztelet céljára; itt indult meg 1788-ban egyetlen teremben az oktatás a kántor vezetésével, akinek feladata az volt, hogy a kisgyermekeket az alapismeretekre oktassa és vallásos szellemben nevelje. A gyülekezet 1791-ben kapta meg a Kohlmarkt (Káposzta-piactér) melletti területet, amelyet az itt helyet kapott evangélikus intézményekről Insula Lutherana - Lutheránus Sziget néven emlegettek. 1793-ra épült fel Pollack Mihály tervei alapján az az egyemeletes épület, amelynek földszinti imatermében megindult az oktatás. 1811-ben szentelték fel az insula részét alkotó Deák téri templomot.

#### Elemi iskolából kisgimnázium
1811-től az elemi oktatás mellé két nyelvtani osztályt szerveztek, amely a gimnáziumi érettségire készített fel. 1815-ben az épület bővítése következtében újabb osztállyal nyílt meg az evangélikus elemi iskola. A tanítás nyelve német volt, de a későbbiekben a földrajztudományt és az irodalmat magyarul tanították. 1816-tól használtak tankönyvet. 1818-ban szétválasztották a fiúk és lányok oktatását. Az iskola hamarosan szűknek bizonyult, ezért 1822-ben második emeletet építettek a földszintre.

### Az iskola első korszaka (1823–1854)
1823-tól ún. humanitási osztályt indítottak, így az iskola kisgimnáziummá vált. A fő studium a filológia, vagyis a latin nyelv alapos elsajátítása lett. A diákok tanultak görögöt is, illetve magyar nyelvet, irodalmat és történelmet.
1839-ben alakult meg az iskola első önképzőköre, melynek célja a magyar nyelv művelése volt. Az 1833/1834-es tanévben Petőfi Sándor is az iskola növendéke lett. A 11 éves kisfiút apja abban a reményben hozta ide, hogy megtanul németül. Valószínűleg rajzból volt a legjobb, ezért került a névsor első helyére. A némettel azonban nehezen birkózhatott, legalábbis a névsorban elfoglalt helye ezt mutatja. A 114 tanuló közül a 108. helyre került. Apja elégedetlen volt fia előmenetelével, ezért a következő tanévben a pesti piaristákhoz vitte tanulni.

#### Az iskola 1840–1864 között
1840-ben az iskolának 6 tanítója, 348 növendéke volt, és 7 tanteremben folyt a tanítás. Az iskolában 5 fiú- és 2 leányosztály működött. A tanítók a tantermük melletti lakásban laktak. Csütörtökönként, majd szerda és szombat délutánonként szünetelt a tanítás. Az elemi osztályokban nyáron is folyt az oktatás. A környező utcák kővel voltak kirakva, ezért ha arra ment egy kocsi, akkora zajt csapott, hogy nem lehetett tanítani. A szomszéd sütödéből állandóan füst gomolygott, a téren pedig sok ember tolongott, nagy volt a szemét és a bűz.
Az iskolának híressé vált növendéke volt ekkoriban például báró Podmaniczky Frigyes politikus, Ágai Adolf író, lapszerkesztő, Falk Miksa író, lapkiadó, valamint Kölcsey Ferenc unokaöccse, Kölcsey Kálmán is.
Az iskola tanárai több nyelven beszéltek, jelentős irodalmi munkásságot folytattak, tankönyveket írtak, verseik, tanulmányaik jelentek meg. 1842-től a tanítás nyelve a magyar lett, de emellett továbbra is megmaradt a német nyelv oktatása. Tavasy Lajos igazgató vezette be az iskolai kirándulásokat. A májusi Közörömnap, vagy tanodai kirándulás során a szabad természetbe mentek, a budai hegyekbe, Zugligetbe, az óbudai római romokhoz, vagy Visegrádra. Nagyobb diákjaival maga is részt vett az 1848-as szabadságharcban.
1848-ban a templom és az iskola is megsérült, egy ideig szünetelt a tanítás. Az 1850-es évektől új iskolarendszer kiépítése kezdődött meg. Ebben a munkában kiemelkedő szerep jutott Székács József lelkésznek és Hunfalvy Pál iskolafelügyelőnek (1853–1883). Megújították a tanári kart, a tantervet, átszervezték a pesti evangélikus oktatást. Tervbe vették a négyosztályos elemi iskola, a hatosztályos leányiskola és a teljes nyolcosztályos gimnázium kialakítását. 1854-ben a gimnáziumot egyelőre visszaminősítették algimnáziummá.
Az 1865/1866-os tanévtől segélyegyletet hoztak létre azzal a céllal, hogy a szegény, jó magaviseletű és szorgalmas tanulókat tankönyvekkel, írószerekkel lássa el, nekik esetenként pénzsegélyt nyújtson. 1859-től a vidéki diákok elhelyezési gondján segített az Országos Protestáns Árvaház. Az elemi iskola és a gimnázium igazgatása 1856 körül különvált.

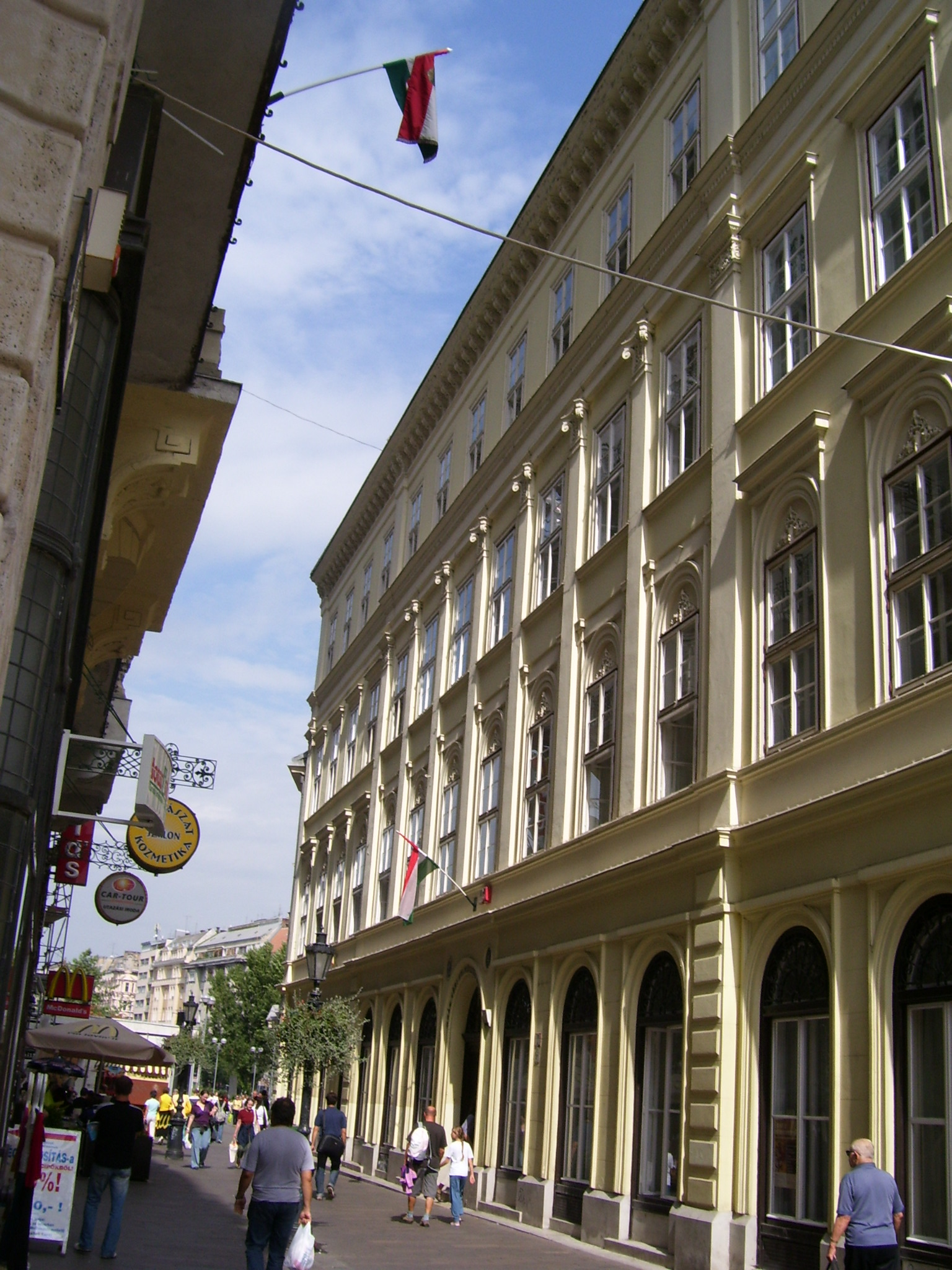
Az épület Sütő utca felőli homlokzata

### A főgimnázium kialakulása (1854–1873)
Miután 1861-ben sikerült megvenni a kincstártól a sütőház telkét, 1863. április 23-án elhelyezték az új épület alapkövét. Az építkezés az előzőekhez hasonlóan többnyire az egyháztagok közadakozásából folyt, de Pest város is támogatta a kezdeményezést. Az új épületben 8 tágas tanterem, tanári lakások és díszterem épült, a földszinten üzletek sorakoztak. A dísztermet bálok, egyházi közgyűlések, hangversenyek tartására tervezték. Az épület a kor legmodernebb iskolája lett.
Pesten elsőként rendelkezett gázvilágítással, majd 1871-től vízvezetékkel. Helyhiány miatt azonban nem volt rajzterem és tornaterem, hiányzott az udvar is. A 8 osztályt 12 rendes és néhány helyettesítő tanár tanította. A tanárok közül többen az Akadémia tagjai lettek, jelentős irodalmi munkásságot folytattak. Egy-egy tanár 20-30 évig itt tanított. A tanárok társadalmi elismertsége igen magas volt. A diákok tandíjat fizettek: az evangélikusok évi 15, a más vallásúak évi 25 forintot.

### Az iskola 1873–1904 között

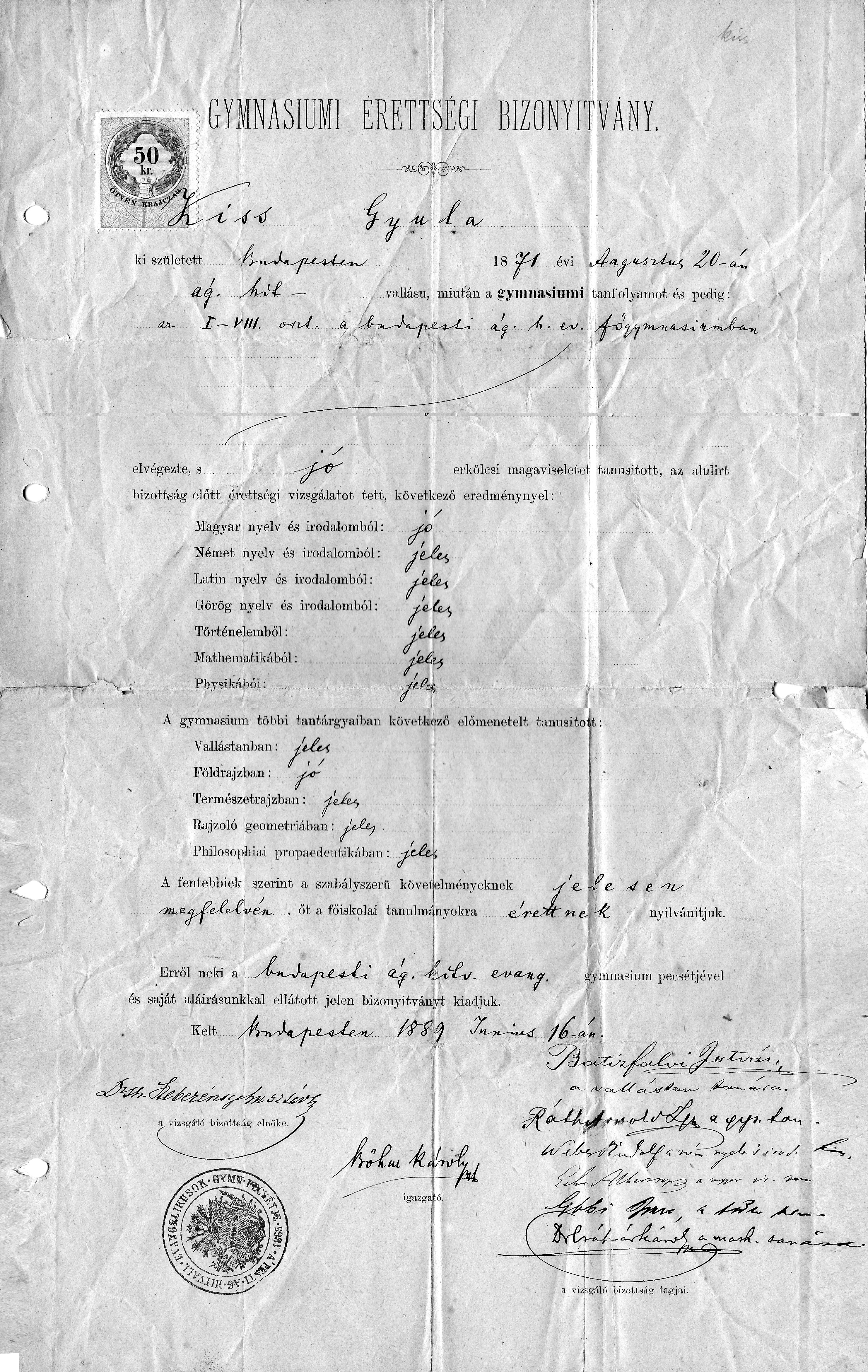
A gimnázium érettségi bizonyítványa 1889-ből

A fegyelem szigorú és következetes volt. Büntették az iskola berendezésének rongálását, tiltották a kocsmába és kávéházba járást, az iskolában és környékén való dohányzást. Megintéssel, feddéssel, elcsukással, kizárással büntették a bűnöst.
1877 óta a diákok elhelyezésében segített a Rózsák terén lévő Országos Protestáns Árvaház. Sok vidéki diák itt kapott elhelyezést. 1873-ban kezdte meg működését a Dalárda, 1882-től hallunk zenekarról is. Tovább javultak a tárgyi feltételek: 1882-ben berendezték a fizikai, majd a vegytantermet. 1882/1883-ban vette fel az "Arany János Kör" nevet az iskola legnépszerűbb önképzőköre. Az üléseken a diákok saját műveket olvastak fel, divatba jött történelmi és természettudományi előadások felolvasása, amely után kemény bírálat következett. Az öntevékeny ifjúsági egyesületi mozgalom 1899-ben újult meg. Minden egyesületnek volt egy kinevezett tanárelnöke, voltak választott diák tisztségviselői: elnök, titkár, másodtitkár, jegyző, pénztáros, könyvtáros, ellenőr. Az elnökválasztás nagy eseménynek számított.
Az 1890/1891-es tanévtől megszűnt a délutáni oktatás, viszont ekkorra maradt a torna és a nem kötelező tárgyak oktatása. A testi nevelést szolgálták a kirándulások, melyek közül az első az Adriához vezetett, de felkeresték iskolai szervezésben az Al-Dunát és a felvidéki városokat is. 1904 szeptemberében indult meg a tanítás a városligeti fasorban épült új evangélikus gimnáziumban. A tanári kar nagy része a fiútanulókkal egyetemben átment az új iskolába.
A 19. század végén híressé vált növendékeik voltak: Glatz Oszkár festőművész, Győry Vilmos lelkész, költő, Herzl Tivadar újságíró, a zsidó állam megálmodója, Jány Gusztáv¹ tábornok {mint Hautzinger Gustáv}, Ignotus Pál író, lapszerkesztő, Kandó Kálmán mérnök, Kálmán Imre zeneszerző, Lukács György¹ filozófus, Pecz Samu építész, Rakovszky Iván¹ politikus, miniszter, Riedl Frigyes irodalomtörténész, Schulek Frigyes építész, Stein Aurél régész, geográfus, orientalista, Vietórisz József tanügyi szakember, író, költő és műfordító. (¹ osztálytársak voltak.)
Itt tanított 1890-től Rátz László híres matematikatanár, 1862-től Torkos László költő, valamint a Magyar Tudományos Akadémia tagjai közül: Böhm Károly filozófus, Dorner József botanikus, Greguss Gyula természettudós, Frölich Róbert nyelvész, Lehr Albert irodalomtörténész, Melich János nyelvész, 1897-től Mikola Sándor híres matematika-fizikatanár, Pecz Vilmos filológus, Petz Gedeon nyelvész, Szénássy Sándor filológus, Taubner Károly matematikus, Tolnai Vilmos nyelvész és Vajda Péter író.

### Budapesti evangélikus leányképzés (1904–1933)

#### Deák téri polgári leányiskola
A polgári iskolai oktatás már 1883-ban megkezdődött a Deák Ferenc téren, és az elemivel közös igazgatás alatt működött. Az 1890-es években felmerült egy felsőbb leányiskola létesítésének gondolata, de erre csak 1914-ben kapta meg a minisztériumi engedélyt az iskola. Az első világháború a tervezgetésnél többet azonban nem tett lehetővé. A tanárokat katonának vitték, a magyarországi Tanácsköztársaság idején az iskolát államosították. Az első világháborúban elesett tanárok emléktáblája a gimnázium félemeleti lépcsőfordulójának falán látható. Az 1919/1920-as tanévet már újra a régi rendszer keretei között kezdte a polgári leányiskola.

#### Leánynevelő Intézet a Veres Pálné utcában
1920-ban a pesti magyar evangélikus egyház dr. Raffay Sándor püspök kezdeményezésére, 15 évre kezelésbe vette az Országos Nőképző Egyesülettől a Veres Pálné utca 36. számú épületet. Itt a meglévő bentlakás mellé hároméves továbbképzőt állítottak fel olyan lányok számára, akik a IV. polgári után modern nyelveket kívántak tanulni, irodalmi és művészeti általános műveltséget kívántak szerezni, de oklevélre nem törekedtek. 1926-ban a Sütő utcai polgári leányiskola és a Veres Pálné utcai Leánynevelő Intézet közös igazgatás alá került.
1927-ben Veres Pálné utcai intézményben megalakult az ország első és egyetlen leánykollégiuma. Ennek tanítási anyaga a továbbképzőéhez hasonló, azonban államérvényes bizonyítványa és főiskolára képesítő érettségi bizonyítványa volt. 1930/1931-ben lett a kollégium nyolcosztályos, és ugyanebben az évben tették le a diákok az első érettségi vizsgát.

### A Deák Téri Evangélikus Leánygimnázium (1933–1952)
1933 szeptemberétől az iskola leánygimnáziumként működött tovább, ahol mindenki megszerezhette az egyetemre is képesítő érettségi bizonyítványt. 1933/1934-es évben még két épületben folyt a tanítás: a Sütő utcában az I–IV. osztály, a Veres Pálné utcában az V–VIII. osztály. Az 1934/1935-ös tanévtől megszűnt az iskolának 2 épületben való elhelyezése, mivel a Veres Pálné utcai épület 15 éves bérlete lejárt. 1935/1936-ban vezették be az intézeti egyenruhát. Tanítási órákon és minden iskolai alkalommal (ünnepély, istentisztelet, kirándulás) kötelező volt a viselése. A felöltő, a kabát, a sapka színe sötétkék volt, a zubbonyra, kalapra Luther-rózsás jelvény került E.L.G. (Evangélikus Leány Gimnázium) felírással.
Az épület első emeletén működött az elemi iskola, míg a leánygimnázium a 2-3. emeleten helyezkedett el. A földszinten volt tornaterem és orvosi szoba is. Akkoriban még tartozott udvar is az iskolához, ahol szünetekben levegőztek a növendékek. Ez ma a Deák Ferenc téri gyülekezet udvara.
1937-ben az iskola emlékünnepséget szervezett, majd tanárokból, növendékekből álló küldöttség ment Kufsteinbe, ahol emléktáblát helyeztek el a várban raboskodott magyar szabadsághősök (a Martinovics-pör és az 1848–49-es forradalom és szabadságharc elítéltjei) emlékére. A tábla fa másolata ma a gimnázium 2. emeletén látható.
1948-ban államosították az elemi iskolát és a nyolcosztályos gimnázium alsó 4 osztályát. A meghagyott felső tagozatot 1952-ben szüntették meg. Az épületben 1993 nyaráig önkormányzati általános iskola működött.
Az iskola híressé vált diákjai voltak: Bánáti Éva kétszeres világbajnok, többszörös főiskolai világbajnok művészi tornász, Bede Anna költő, Hajós Hollanda Éva festőművész, Joó Katalin ifjúsági író, Keleti (Klein) Ágnes többszörös olimpiai és világbajnok tornász, Kékessy Andrea olimpiai és világbajnok műkorcsolyázó, László Sarolta többszörös főiskolai világbajnok tornász, Lelkes Ágnes színművész, Mádi Szabó Katalin előadóművész, Oravecz Edit, Sándor Judit és Tiszay Magda opera-énekesnők.

### Újraindulás (1992–1993)
1989-ben újra megindulhatott a tanítás a Budapest-Fasori Evangélikus Gimnáziumban. A volt Deák téri diákok és tanárok is hamarosan elkezdtek szervezkedni, programot készíteni. 1991 őszén megindultak a tárgyalások az iskola egyházi kézbe adásáról. Az 1992/1993-as tanévet az „Aranytíz” Művelődési Központban kezdte meg a Deák Téri Evangélikus Gimnázium 2 koedukált osztállyal, 57 tanulóval és 4 főállású tanárral. Az újraindult gimnázium 1993 nyarán költözött be a Sütő utcai épületbe. Ekkor indult el a nyolcosztályos gimnázium első 2 osztálya is. Az épületet folyamatosan tették használhatóvá. Az Országgyűlés jelentős összeget szavazott meg az iskola felújítására.
Bár a Leánygimnázium még 20 évig sem állt fenn, még élő növendékei és tanárai szívükön viselik a mai iskola sorsát, és rendszeresen találkozóra gyűlnek össze minden év májusában. Az iskolát a Sólyom Éva egykori növendék által elindított „Deák Téri Evangélikus Gimnázium Iskola Alapítvány” támogatja. Emellett még működik az „Evangélikus Leánygimnázium Alapítvány” is, amelynek létrehozását, egykori tanáruk, dr. Győry Aranka kezdeményezte.
Az újraindult gimnázium igazgatója a kezdetektől 2005-ig Schulek Mátyás volt, azután Gadóné Kézdy Edit lett. 12 osztályban folyik a tanítás, közel 380 diák tanul, csaknem 40 tanár irányításával a nyolcosztályos és négyosztályos tagozaton. A tanulók 60%-a evangélikus, de vannak református, katolikus, baptista és szabadkeresztyén növendékeik is. Az iskolában a szabadidő eltöltésére is többféle lehetőség kínálkozik: működik ének- és zenekar, színjátszókör, rajzszakkör, filmklub és bibliakör is. A múlt emlékeit gyűjti az I. emeleten található iskolamúzeum.

## Oktatási rendszer
Az iskolának 12 osztálya van: minden évben indul egy 5. osztály, a volt 8. pedig kettéválik nyelvi (A), és reál (B) osztályra, melyekben németet/angolt, vagy matematikát/biológiát tanítanak emelt szinten. A maradék helyeket az új diákok töltik fel. (Az első ilyen kilencedik évfolyam 2014-ben indult, előtte az új 9.-esek a B-sek voltak, az 5.-től ott lévők, ha 9.-be kerülnek, A-sokká váltak.) Tehát 5.-től 8. osztályig 1-1, míg 9.-től 12.-ig párhuzamosan 2-2 osztály működik.

## Rangsor
|     | 2020 | 2021 | 2022 | 2023 |
| --- | ---- | ---- | ---- | ---- |
| HVG |      |      | 21   |      |